# 穗別站

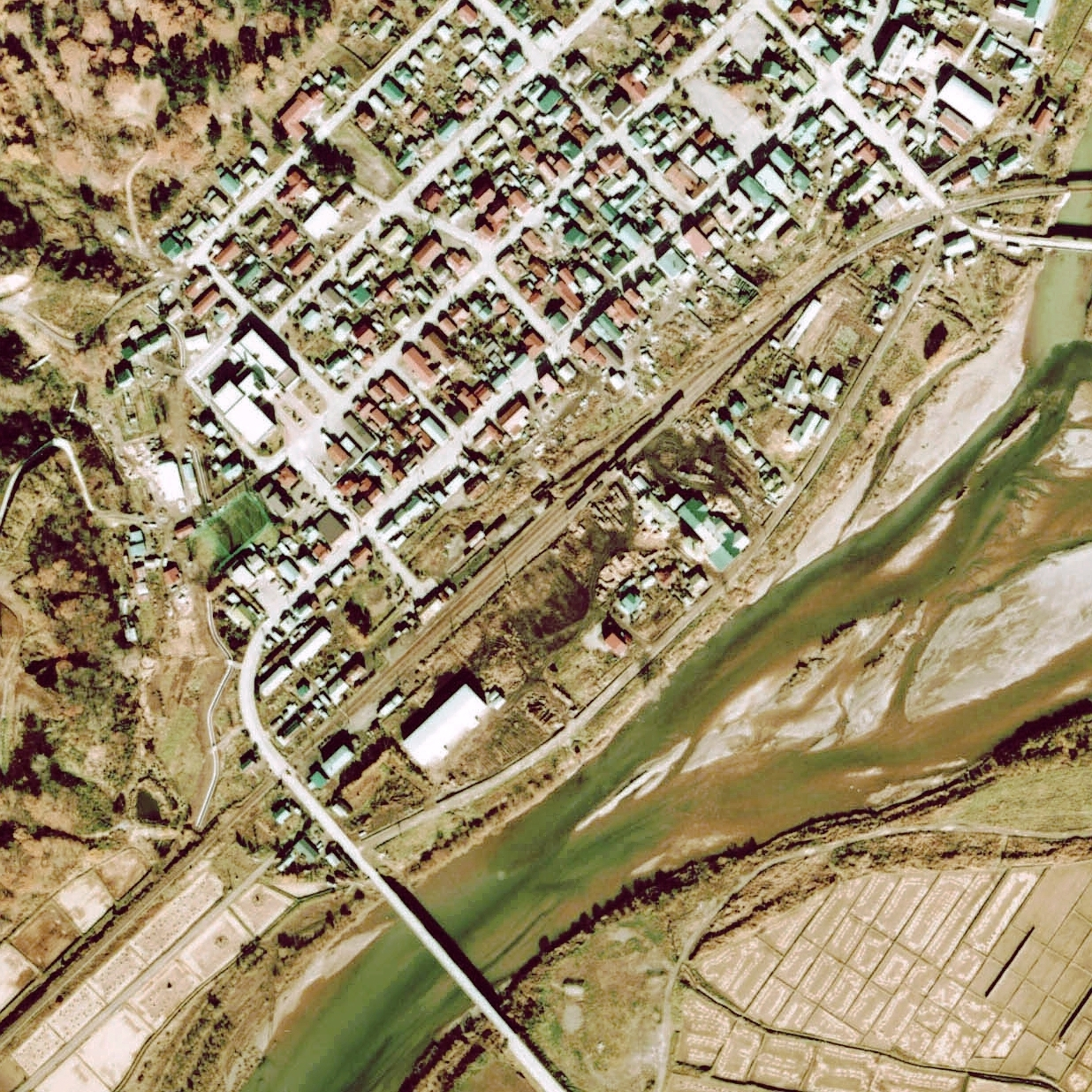
1975年的穗別站與方圓約750米範圍。右上方是日高町方向。

穗別站（日语：／ Hobetsu eki */?）是位於北海道勇拂郡穗別町字穗別（現時：鵡川町） ，日本國有鐵道的富內線車站（廢站）。隨著富內線廢除，車站在1986年（昭和61年）11月1日廢除。

## 歷史
- 1923年（大正12年）11月11日 - 北海道鑛業鐵道（日语：北海道鉄道 (2代)）金山線生鼈站（後來名為旭岡站）至邊富內站（後來名為富內站）之間開通，此站啟用[3][4]。當時為一般車站[1]。
- 1924年（大正13年）3月3日 - 鐵路公司改名為北海道鐵道（第二代）[4]。
- 1929年（昭和4年）- 開始使用鵡川以流送方式運送木材至穗別的堆場[5]。
- 1931年（昭和6年）7月 - 王子製紙於字中島附近設置陸揚網場。穗別至富內之間設有路軌分支，連接引込線，同時簽訂運送原木協議[6]（鋪設日時不詳。作業距離在全國專用線一覧昭和25年版和32年版指出都是 2.3公里。）。
- 1943年（昭和18年）8月1日 - 北海道鐵道在戰時被收購後國有化，成為富內線車站。此站改名為豐田站[4]。
- 1948年（昭和23年） - 穗別煤礦（日语：穂別炭鉱）開始運送貨物（煤炭）。在1956年每月平均運送約5,000公噸貨物，在1965年關閉。
- 1982年（昭和57年）10月1日 - 結束處理貨物[1]。
- 1984年（昭和59年）2月1日 - 結束處理行李[1]。
- 1986年（昭和61年）11月1日 - 富內線全線廢除，此站也廢除[2][4]。

## 車站構造
截至車站廢除前，此站是地面車站，設有1面1線的單式月台。月台位於路軌北邊（日高町方向的列車會開啟左邊車門）。
此站是職員配置站，大樓位於站內北邊，鄰接月台中央。

## 站名的由來
車站名稱取自所在地名。地名源自阿伊努語的「ポン・ペッ（pon-pet）」，其意思是「小河」。門別和登別的地名也是一樣，阿伊努語都包含「ペッ（pet）」河流。

## 使用狀況
- 在1981年度（昭和56年度），1日平均上下車人次為369人[7]。
- 在1926年（大正15年）主要貨物起卸量中，木材約156,000塊，木炭約229,000包[8]。

## 車站周邊
- 北海道道74號穗別鵡川線
- 北海道道131號平取穗別線（日语：北海道道131号平取穂別線）
- 鵡川町公所穗別綜合分所（舊・穗別町公所）
- 苫小牧廣域農業協同組合（日语：とまこまい広域農業協同組合）（JA苫小牧廣域）穗別分所
- 穂別郵局
- 苫小牧信用金庫（日语：苫小牧信用金庫）穗別代理店
- 鵡川[9]
- 穗別川（日语：穂別川）[9]
- 道南巴士（日语：道南バス）穗別營業所

## 現況
截至1999年（平成11年），遺址建設了大型公園，鐵道官舍的場所周邊種了一片草坪。截至2011年（平成23年）也是同樣，路軌遺址建設了行人路，而公園名為「親睦公園」。
另外，截至1999年（平成11年），車站遺址靠近富內一方保留了「37 1/2」的里程牌。截至2011年（平成23年），車站遺址靠近豐田一方的路軌遺址還有枕木。在附近的路軌遺址使用枕木用作成為柵欄。

## 相鄰車站
日本國有鐵道
富內線
豐田－穗別－富內

## 注腳
1. 1 2 3 4 5  石野哲（編）. . JTB. 1998: 866. ISBN 978-4-533-02980-6 （日语）.
2. 1 2  . 官報. 1986-10-14 （日语）.
3. ↑  《官報》 1923年11月20日　鉄道省彙報「地方鉄道運輸開始」 （页面存档备份，存于）（日語）（國立國會圖書館數碼化收藏）
4. 1 2 3 4  今尾惠介（監修）.  1 北海道. 新潮社. 2008: 30. ISBN 978-4-10-790019-7 （日语）.
5. ↑  北海道山林史 北海道編纂發行 1953年發行，P950
6. ↑  王子製紙社史 第4卷 昭和34年發行 P204。網場和引込線的狀況可參見 國土地理院 地圖、航空相片參閲服務 USA-M1147-39（日語） 確認。
7. 1 2 3  書籍《国鉄全線各駅停車1 北海道690駅》（小學館，1983年7月發行）107頁。
8. ↑  《穂別町史》325頁 1968年刊 穗別町役場
9. 1 2  書籍《北海道道路地図 改訂版》（地勢堂，1980年3月發行）11頁。
10. 1 2  書籍《鉄道廃線跡を歩くVII》（JTB出版，2000年1月發行）65頁。
11. 1 2  書籍《北海道の鉄道廃線跡》（著：本久公洋，北海道新聞社，2011年9月發行）85-87頁。